# ルニフェルホソアカクワガタ
ルニフェルホソアカクワガタ（Cyclommatus lunifer）は、昆虫綱甲虫目クワガタムシ科ホソカワクワガタ属に分類されるクワガタムシ。体色も大顎の形状も奇抜なものが多く、人気がある。

## 分布
ミャンマー南東部、マレー半島、スマトラ、ボルネオ

## 形態
体長はオスで25〜50mmとなり、メスで18〜25mmになる。
頭楯が大きく前方に突出し、フタマタにわかれる姿から「テングホソアカクワガタ」の異名を持つ。通常は褐色だが、稀に緑色味がかった個体も発見されている。
デハーンホソアカクワガタに似ているが、オスの体は太短くて扁平で大あごも太短くて平たい。
メスの前胸背板には2本の黒帯があるのが特徴である。